# Bleuet à feuilles étroites
Vaccinium angustifolium · Airelle à feuilles étroites, Bleuet à feuille dentelée, Bleuet nain
Pour les articles homonymes, voir Bleuet.
Espèce
Classification phylogénétique
Le Bleuet à feuilles étroites (Vaccinium angustifolium Aiton), aussi connu sous divers autres noms, est une espèce de plantes à fleurs de la famille des Ericaceae. C'est un arbrisseau de 30 cm, étalé et très ramifié, à petits fruits comestibles, croissant dans l'est de l'Amérique du Nord. 
Le fruit de l'arbuste, le bleuet, est le symbole de Dolbeau-Mistassini, dans la région du Lac-Saint-Jean au Québec, ville considérée comme la « capitale mondiale du bleuet ». Il est aussi le fruit symbole de l'État du Maine aux États-Unis. Il ne faut pas confondre l'airelle à feuilles étroites (bleuet) avec la myrtille. Le nom bleuet se réfère aux espèces qui ne poussent qu'en Amérique du Nord, alors que le nom de myrtille s'applique aux espèces qui poussent en Europe et en Asie. Au Canada, les espèces proches sont Vaccinium myrtilloides ou airelle fausse-myrtille, et Vaccinium corymbosum ou airelle en corymbe, dont les cultivars constituent aussi les variétés à gros fruits cultivées au Canada et aux États-Unis.
Véritable tradition culinaire québécoise, l'usage des bleuets pour des fins alimentaires remonte aux Amérindiens. On trouve des bonbons, du thé, des biscuits, des chocolats et des tartes préparés avec des bleuets.

## Dénominations
- Nom scientifique : Vaccinium angustifolium Aiton, 1789[4]
- Nom accepté, recommandé ou typique en français : Bleuet à feuilles étroites[5],[6],[7]
- Autres noms vulgaires (vulgarisation scientifique) : Airelle à feuilles étroites[5],[6], Airelle de Pennsylvanie[5],[6], Bleuet à feuille dentelée[8] ou Bleuet feuille-dentelée[5] ou encore Bleuet nain[9],[5],[6]
- Noms vernaculaires (langage courant), pouvant désigner aussi d'autres espèces, notamment au Québec : bleuet sauvage, bleuetier[10] ou encore bleuet comme le fruit[11].

## Description

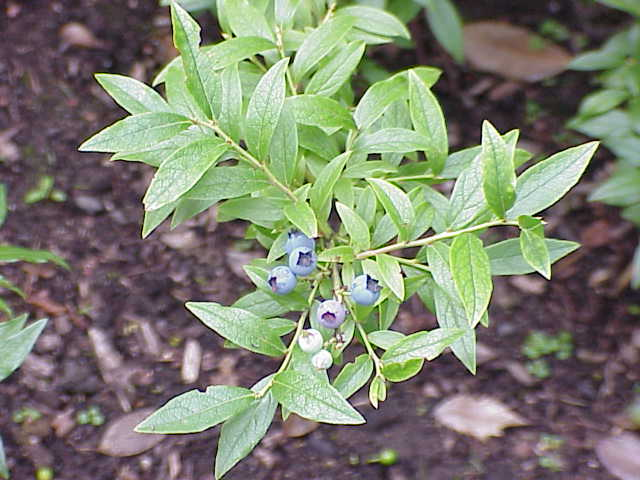
Vaccinium angustifolium.

Les feuilles caduques de 2 à 4 cm de long sont angustifoliées, finement dentées, luisantes, vert foncé et deviennent rouges en automne.
Au printemps, apparaissent les fleurs campanulées de 5 à 10 mm, blanches ou rosées, parfois réunies en grappes pendantes de 3 à 5 cm de long.
Les baies sphériques (bleuet) de 0,5 à 2 cm de diamètre sont noir bleuté et sucrées.
Cette espèce est résistante au feu et se développe en masse après des incendies de forêt, mais ne résiste pas à une température de moins de −32 °C.

## Taxinomie
Cette espèce a été décrite pour la première fois en 1789 par le botaniste britannique d'origine écossaise William Aiton (1731-1793).

### Liste des variétés et formes
Selon Tropicos (24 juin 2013) (Attention liste brute contenant possiblement des synonymes) :
- variété Vaccinium angustifolium var. angustifolium
- variété Vaccinium angustifolium var. hypolasium Fernald
- variété Vaccinium angustifolium var. integrifolium Lepage
- variété Vaccinium angustifolium var. laevifolium House
- variété Vaccinium angustifolium var. myrtilloides (Michx.) House
- variété Vaccinium angustifolium var. nigrum (Alph. Wood) Dole
- forme Vaccinium angustifolium fo. angustifolium
- forme Vaccinium angustifolium fo. chiococcum (W. Deane) B. Boivin
- forme Vaccinium angustifolium fo. leucocarpum (W. Deane) Rehder
- forme Vaccinium angustifolium fo. nigrum (Alph. Wood) B. Boivin

## Culture
Il affectionne les sols froids, très acides, tourbeux, sablonneux et humides. Il adore le soleil. Le plant du bleuet sauvage entre en floraison au mois de juin, et ses fruits atteignent leur maturité début août.
Le mélampyre linéaire est considéré comme mauvaise herbe dans la culture de cette plante.

## Intérêt médical
Le bleuet arrive en tête de l'indice ORAC des fruits et légumes aux effets antioxydants. De sérieuses études ont constaté des effets positifs sur la mémoire. Le bleuet préviendrait aussi la fatigue oculaire, améliorerait la vision et réduirait le cholestérol dans certains cas.

### Cancer
Selon les docteurs Richard Béliveau et Denis Gingras, l'efficacité du bleuet pour lutter contre le cancer a été soulignée par des recherches scientifiques très récentes[Lesquelles ?]. Selon ces derniers, « les données scientifiques récentes suggèrent qu'une classe de molécules particulièrement abondantes dans les bleuets et myrtilles, les anthocyanidines, pourrait être responsable des effets antiangiogéniques de ces fruits et, de ce fait, contribuer à limiter la croissance des tumeurs ».[réf. souhaitée]

### Diabète
Les travaux d'une équipe de chercheurs canadiens semblent confirmer les propriétés antidiabétiques du bleuet. Dans le cadre de ces travaux menés en laboratoire, les bleuets sauvages ont été transformés en extraits à partir de quatre parties, soit les feuilles, le fruit, la tige et les racines.
Le fruit aurait la propriété de stimuler la production d'insuline en régénérant les cellules du pancréas. Un résultat intéressant puisque aucun médicament sur le marché ne produit cet effet.
Au Canada, l'extrait de bleuet est déjà utilisé, sous forme de supplément, comme traitement complémentaire du diabète de type 2.

## Importance économique
Cette espèce a une grande importance économique dans l'est de l'Amérique du Nord et notamment dans la région du Lac Saint-Jean au Québec, où l'on récolte les bleuets à l'état sauvage.
Les exportations du bleuet vers le Japon ont explosé depuis que des études confirment ses effets antioxydants. Selon Jean-Eudes Senneville, responsable des Bleuets sauvages du Québec, « les Japonais mangeaient entre 4 et 5 millions de livres de bleuets par année en 1990. Ils en ont consommé 10 fois plus en 2006 et considèrent le fruit comme un alicament ».

## Production

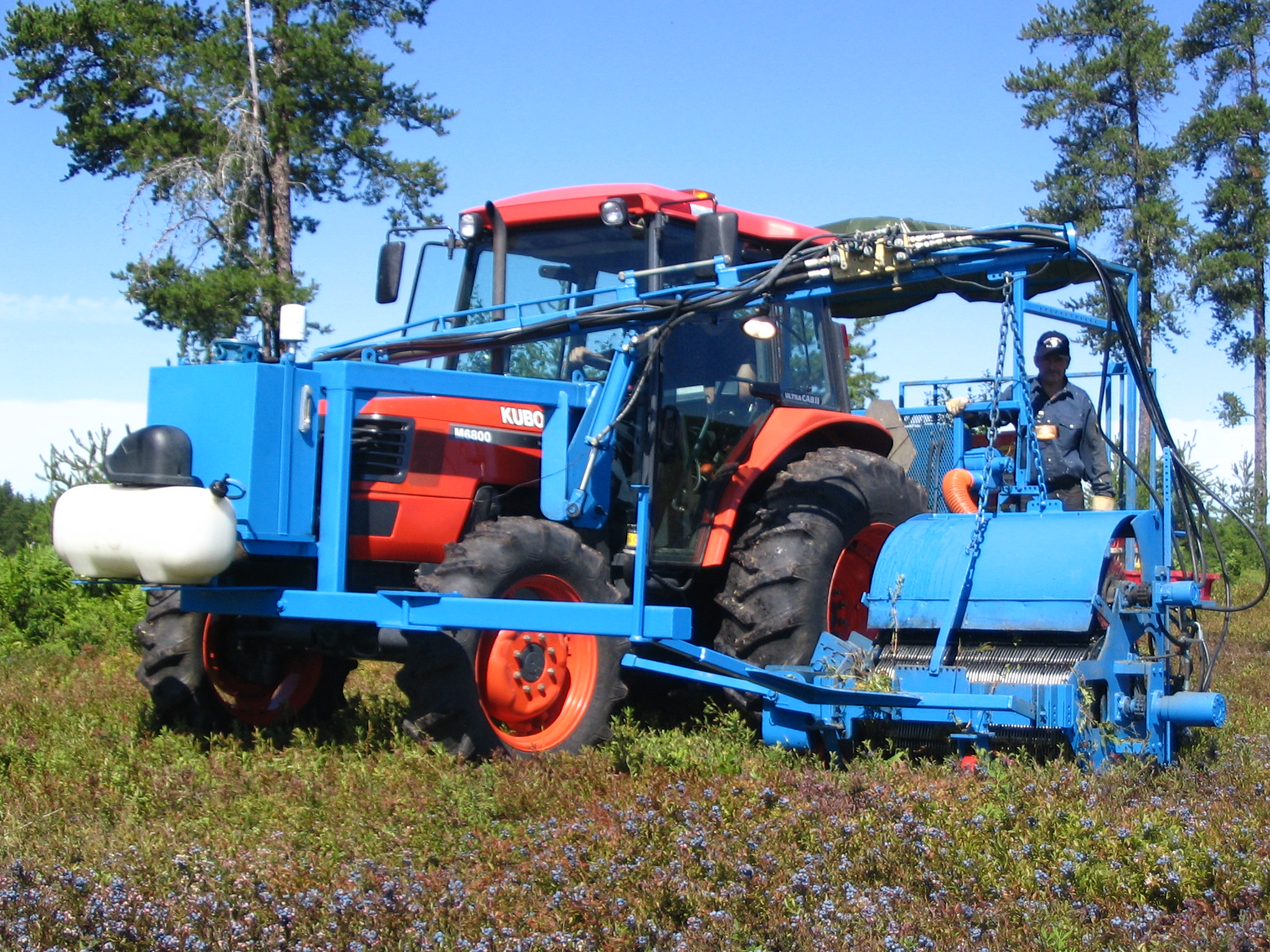
L'exploitation du bleuet.

En 2006, la production de bleuets sauvages du Québec a atteint 70 millions de livres. De cela, 55 millions ont été produites à partir de bleuetières spécialement aménagées, et 15 millions ont été récoltées en forêt. La grande majorité de ces bleuets, soit 67,5 millions de livres, a été mise en marché sous diverses formes transformées, et notamment sous forme de bleuets sauvages surgelés.
Les chiffres de production pour le Canada comprennent les espèces sauvages semi-cultivées et l'espèce cultivée (V. corymbosum - highbush). La production canadienne atteint 163 000 tonnes en 2014. Les autres producteurs importants sont les Etats-Unis et le Chili.
| Année concernée | Bleuets de bleuetière | Bleuets de la forêt | Bleuet frais | Total de la récolte |
| --------------- | --------------------- | ------------------- | ------------ | ------------------- |
| 2012            | 52 186 477 lb         | 3 786 236 lb        | 419 954 lb   | 56 392 667 lb       |
| 2011            | 55 638 139 lb         | 13 136 537 lb       | 91 393 lb    | 68 866 069 lb       |
| 2010            | 10 629 407 lb         | 1 722 616 lb        | 336 401 lb   | 12 688 424 lb       |
| 2009            | 59 872 621 lb         | 4 888 451 lb        | 376 491 lb   | 65 137 563 lb       |
| 2008            | 49 085 482 lb         | 14 076 749 lb       | 682 547 lb   | 63 845 138 lb       |

## Transformation
Les bleuets sont récoltés soit par des producteurs dans des bleuetières ou par des citoyens qui les récolteront en forêt.
Par la suite, les bleuets sont acheminés à un point d'achat puis envoyés à l'usine de transformation, communément appelée usine de congélation. On en trouve à Normandin, Mistassini, Dolbeau, Saint-Félicien, New-Port et Saint-Bruno, les trois dernières appartenant à l'entreprise de commercialisation Bleuets Sauvages du Québec.
Ils sont entreposés, puis transformés en moins de trois jours pour être finalement congelés, en vue d'une autre transformation pendant l'hiver ou emballés et vendus partout à travers le monde.
La transformation comporte plusieurs étapes différentes selon l'usine, mais le procédé reste toujours le même. Dans un premier temps, on retirera les feuilles et insectes, puis les bleuets seront nettoyés à l'eau et à l'ozone, ce qui permet d'en enlever les impuretés, comme le sable et les roches, ainsi que des bactéries.
Une fois propre, le petit fruit sera congelé individuellement, dans un tunnel de congélation rapide, trié, selon la grosseur, puis emballé et entreposé en chambres froides. 
Par la suite, les bleuets sont expédiés aux différents acheteurs partout dans le monde, en particulier au Japon où le bleuet est considéré comme un alicament, mais aussi en Europe, aux États-Unis ou encore en Amérique du Sud.
Il existe plusieurs certifications disponibles pour le bleuet sauvage comme : le conventionnel, le boréal et le biologique. Les bleuets sont récoltés, transformés et congelés séparément en fonction de leur certification. 
- Le bleuet conventionnel est un bleuet cultivé en forêt ou en bleuetières qui peut contenir des traces de pesticides.
- Le bleuet boréal est un bleuet naturel répondant à des normes de production sévères; le champ de bleuet ne doit avoir été exposé à aucun pesticide depuis au moins douze mois précédent la récolte pour être classé boréal selon les normes établis par l'organisme Écocert.
- Le bleuet boréal GAP:
- Le bleuet biologique ne contient aucun pesticide et a poussé dans la forêt.

Une saison de bleuet commence vers le début août et se termine vers la mi-septembre.